# زالين (بوسانسكا كروبا)
زالين (بالصربية السيريلية Залин) هي قرية في البوسنة والهرسك. وهي تقع في بلدية بوزانسكا كروبا التابعة لكانتون يونا-سانا في اتحاد البوسنة والهرسك. طبقا لنتائج تعداد البوسنة عام 2013 فقد كان عدد سكانها 142 نسمة.

## التركيبة السكانية

### التطور التاريخي للسكان
| 1961 | 1971 | 1981 | 1991 | 2013 |
| ---- | ---- | ---- | ---- | ---- |
| 578  | 549  | 557  | 444  | 142  |

## وصلات خارجية
- (بالإنجليزية) Maplandia